# Binche-Chimay-Binche 2019
La Binche-Chimay-Binche 2019, precedentemente denominata Mémorial Frank Vandenbroucke, ventitreesima edizione della corsa, valida come evento dell'UCI Europe Tour 2019 categoria 1.1, si svolse l'8 ottobre 2019 per un percorso di 198,6 km, con partenza ed arrivo a Binche, in Belgio. Fu vinta dal belga Tom Van Asbroeck, al traguardo in 4h32'37" alla media di 43,71 km/h, precedendo l'altro belga Oliver Naesen e l'olandese Jos van Emden, piazzatosi terzo.
Dei 144 ciclisti alla partenza furono in 81 a portare a termine la gara.

## Squadre partecipanti
| N.      | Cod. | Squadra                |
| ------- | ---- | ---------------------- |
| 1-7     | TJV  | Team Jumbo-Visma       |
| 11-17   | ALM  | AG2R La Mondiale       |
| 21-27   | TFS  | Trek-Segafredo         |
| 31-37   | DQT  | Deceuninck-Quick Step  |
| 41-47   | GFC  | Groupama-FDJ           |
| 51-57   | TKA  | Team Katusha Alpecin   |
| 61-67   | LTS  | Lotto Soudal           |
| 71-76   | PCB  | Team Arkéa-Samsic      |
| 81-87   | COF  | Cofidis                |
| 91-97   | COC  | Corendon-Circus        |
| 101-107 | ICA  | Israel Cycling Academy |

| N.      | Cod. | Squadra                   |
| ------- | ---- | ------------------------- |
| 111-117 | TDE  | Total Direct Énergie      |
| 121-127 | ROC  | Roompot-Charles           |
| 131-137 | SVB  | Sport Vlaanderen-Baloise  |
| 141-147 | VCB  | Vital Concept-B&B Hotels  |
| 151-157 | WGG  | Wanty-Gobert Cycling Team |
| 161-167 | WVA  | Wallonie Bruxelles        |
| 171-177 | BRT  | BEAT Cycling Club         |
| 181-187 | CIB  | Cibel                     |
| 191-197 | IAM  | IAM Excelsior             |
| 201-207 | LPC  | Leopard Pro Cycling       |

## Ordine d'arrivo (Top 10)
| Pos. | Corridore        | Squadra      | Tempo    |
| ---- | ---------------- | ------------ | -------- |
| 1    | Tom Van Asbroeck | Israel       | 4h32'37" |
| 2    | Oliver Naesen    | AG2R         | s.t.     |
| 3    | Jos van Emden    | Jumbo-Visma  | s.t.     |
| 4    | Timo Roosen      | Jumbo-Visma  | s.t.     |
| 5    | Jens Keukeleire  | Lotto-Soudal | s.t.     |
| 6    | Jasper Stuyven   | Trek         | s.t.     |
| 7    | Florian Sénéchal | Deceuninck   | s.t.     |
| 8    | Damien Touzé     | Cofidis      | s.t.     |
| 9    | Stefan Küng      | Groupama     | s.t.     |
| 10   | Jenthe Biermans  | Katusha      | s.t.     |